# Un Simple Accident
Un Simple Accident (em Persa: یک تصادف ساده; em inglês: It Was Just an Accident) é um filme franco-iraniano-luxemburguês dirigido e roterizado por Jafar Panahi.  O longa foi gravado de maneira ilegal por causa das perseguições sofridas pelo diretor no Irã.
O filme estreiou no Festival de Cannes de 2025, onde conquistou a Palma de Ouro, principal honraria do festival.

## Produção

### Antecedentes
Jafar Panahi, realizador do longa-metragem foi preso 3 vezes no irã por, segundo o governo local, propaganda contra o sistema. Na mais recente, em 2023, Panahi foi preso novamente pelo governo iranianas  por cerca de 40 dias. Ele iniciou uma greve de fome para protestar contra sua prisão e contra as condições em que estava sendo mantido. Foi liberado após o fato ter causado repercussão mundial, Panahi ainda foi proibido de gravar e lançar filmes.

### Financiamento e filmagens
Mesmo com a proibição governamental, Panahi continuou a lançar seus filmes como 3 Faces (2018) e Sem Ursos (2022). No caso de Un Simple Accident, o finaciamento do projeto veio do proprio diretor com a  Les Films Pelléas, em coprodução com a Bidibul Productions (Luxemburgo) e Pio & Co (França). A pós-produção foi concluída na França.

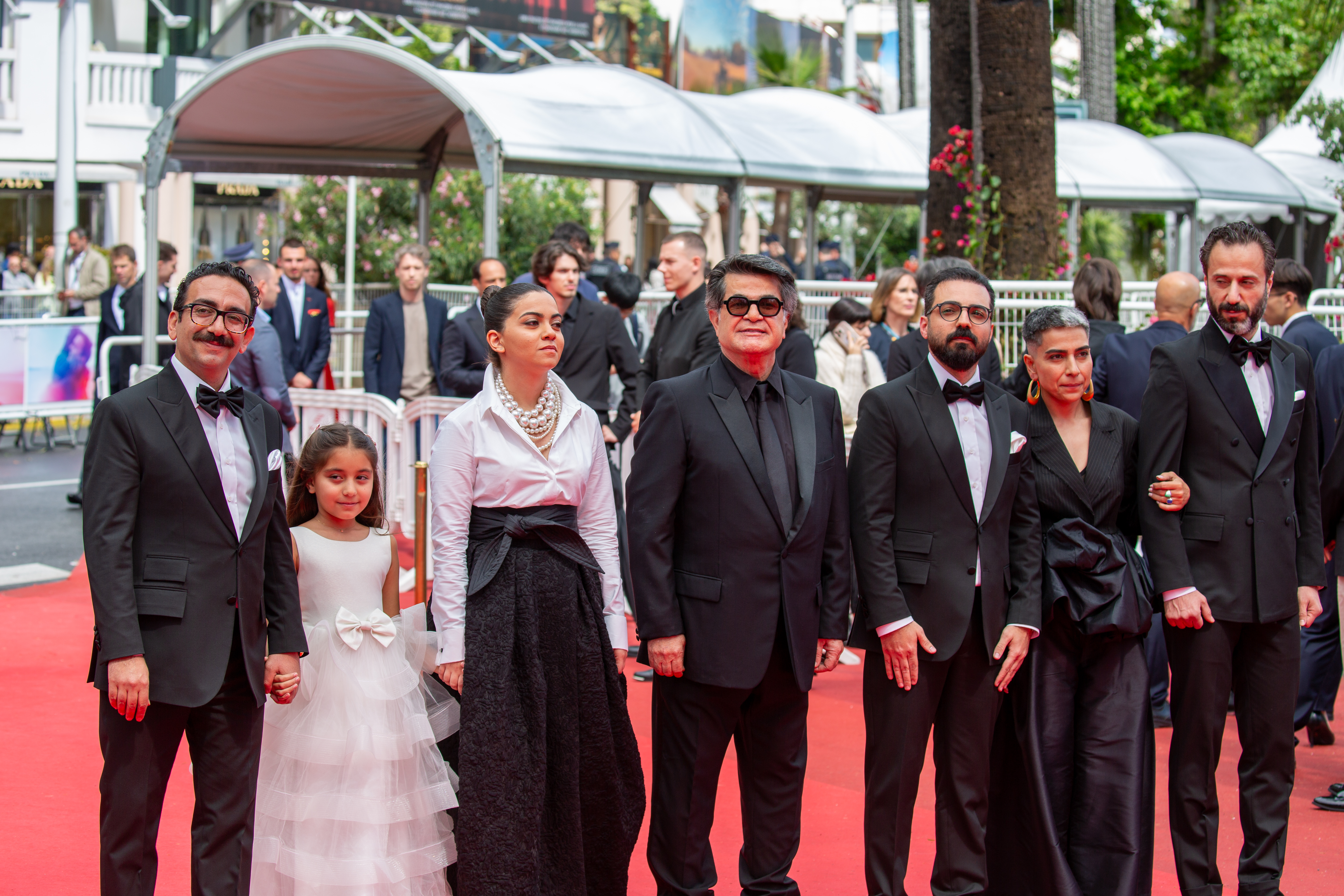
Elenco de Un Simple Accident no Tapete vermelho de Cannes 2025

O filme foi filmado em segredo, sem autorização do regime iraniano. As atrizes do filme não usam o hijabe, que é obrigatório para as mulheres segundo a lei no Irã.

## Lançamento
O filme foi selecionado para o Festival de Cannes 2025 em competição pela Palma de Ouro. Lá teve estreia em 20 de maio. Sendo descrito como um "mistério bem guardado" em seu anúncio, un simple accident foi o primeiro trabalho de Panahi em Cannes deste 2021 com The Year of the Everlasting Storm. O filme também marcou a primeira aparição do diretor em Cannes desde 2003.
O filme tem distribuição na França pela Memento Distribution, com data de estreia nos cinemas franceses prevista para 10 de setembro de 2025.   As vendas internacionais são realizadas pela MK2 Films. Na América do Norte a distribuição é da Neon.  A Mubi é responsável pela distribuição na América Latina, Reino Unido, Irlanda, Alemanha, Áustria, Turquia e Índia.

## Recepção
Em sua estreia o filme recebeu mais de 10 minutos de aplausos.

### Prêmios e indicações
| Cerimônia                    | Categoria           | Receptor     | Resultado | Ref.   |
| ---------------------------- | ------------------- | ------------ | --------- | ------ |
| Festival de Cannes 2025      | Palma de Ouro       | Jafar Panahi | Venceu    | [ 16 ] |
| Festival de Cannes 2025      | Prêmio de Cidadania | Jafar Panahi | Venceu    | [ 17 ] |
| Festival de Cinema de Sidney | Sydney Film Prize   | Jafar Panahi | Venceu    | [ 18 ] |